# Perfect World
Perfect World (Monde Parfait), créé en 2005, est un jeu de rôle en ligne massivement multijoueur entièrement gratuit en 3D édité par Beijing Perfect World. L'histoire est basée sur la mythologie chinoise et se déroule dans le monde de Pangu.

## Système de jeu
Le joueur dirige un avatar en vue à la troisième personne ou en vue subjective, avec les touches du clavier ou à la souris. L'une des particularités du jeu est la possibilité de sauter, de nager et de voler (on peut voler à partir du niveau 10, sauf pour la race des Elfes qui peut voler dès le début. Il est possible de se battre sur terre, dans l'eau et dans les airs).

### Les races et classes
- Humains
  - Les champions, ils peuvent sélectionner un groupe de monstre (tanker dans les donjons), faire des attaques (skill). Ils peuvent tank à condition d'avoir un prêtre pour les soigner. Ils disposent de plusieurs armes, epée, haches, lance, poings, pour être efficaces à distance comme de près.
  - Les Mages, ce ne sont pas des tanks mais plutôt une sorte de soutien en attaque magique. Ils font très mal, mais sont fragiles. Ils n'ont que des attaques à distance.

- Elfes
  - Les Archers sont un soutien d'attaque. Il est relativement fragile mais fait des dégâts. Un archer va faire plus de dégâts de loin que de près. Il vaut mieux être loin de sa cible quand on commence à attaquer.
  - Les Prêtres soignent et ressuscitent. Ils ont peu de vie et ne frappent pas fort au début, mais peuvent se spécialiser dans l'attaque ou dans le heal (les soins) de groupe.

- Chimères
  - Les Barbares est une classe exclusivement masculine, on peut choisir entre, un loup, un panda, un tigre ou un lion. Ils ont la capacité de se transformer en tigre. C'est la classe qui a le plus de vie, ils peuvent ainsi facilement tanker.
  - Les Toximanciens est une classe exclusivement féminine, elles ont des oreilles et des queues, soit de loup, de lapin, de renard, de chat ou de chauve-souris (excepté pour la chauve-souris qui a des ailes de chauve-souris sur la tête et une queue de « diablesse »). Elles utilisent la magie, capturent et contrôlent des monstres pour en faire leurs familiers qu'elles utilisent au combat. Il y a trois sortes de familiers, de la terre, des airs et de l'eau. Elles peuvent se transformer en goupil, forme renarde où elles peuvent utiliser des sorts différents de leur forme humaine. Cette forme empêche l'utilisation de certains sorts de forme humaine.

- Talathans
  - Mentalistes
  - Les assassins sont très efficaces au corps à corps. C'est une classe très fragile mais qui fait de très gros dégâts. Ils sont particulièrement utiles dans un groupe, pour contrer les attaques des mobs (monstres) ou boss.

- Gaiens
  - Gardiens
  - Mystiques

## Extensions
- Décembre 2008 : The Lost Empire
- Mai 2009 : Age of Spirits
- Décembre 2009 : Racing Tide
- Mars 2011 : Genesis
- Février 2012 : Descent
- Novembre 2012 : Sirens of War
- Decembre 2013 : New Horizons